# Александър Георгиев (хокеист)
Александър Георгиев е български и руски хокеист, вратар на Ню Йорк Рейнджърс в НХЛ.

## Клубна кариера
Роден е в Русе, но като малък се премества с родителите си в Москва. Първите си стъпки в хокея прави в школата „Московски пингвини“, финансирана от Питсбърг Пенгуинс и ХК ЦСКА (Москва). През 2009 г. преминава в школата на Химик (Воскресенск). Не успява обаче да достигне до мъжкия тим, записвайки мачове само за формацията до 17 г.
През 2014 г. по предложение на треньора на вратарите Фредрик Норена, Георгиев подписва с ТПС Турку. Поради двойното си гражданство не заема квота за чужденец. Дебютира на 2 януари 2015 г. в среща с Тапара и допуска три гола. На 12 февруари в среща с ХПК спасява 37 удара и запазва мрежата си суха, като е избран и за играч на мача. Въпреки това Георгиев не може да се пребори за титулярното място с титуляря Теему Ласила и скоро е даден под наем във втородивизионния СапКо, за който записва 13 двубоя.
През сезон 2016/17 е използван на ротационен принцип с другия страж Оскари Сятенсен и записва 27 срещи. Георгиев става най-добрият вратар в лигата по статистика, като има най-малко допуснати голове средно на мач.
През лятото на 2017 г. става част от Ню Йорк Рейнджърс в НХЛ., ставайки първият българин в най-престижното хокейно първенство. Дебютира за тима на 22 февруари 2018 г., правейки 38 спасявания в мача с Монреал Канейдиънс, загубен с 1:3.

## Национален отбор
През 2016 г. е част от младежкия национален отбор на Русия, с който печели сребърните медали на Световното първенство. През 2019 г. е част от състава на „Сборная“ на Световното първенство в Словакия.